# Praseodym(III)-chlorid
Praseodym(III)-chlorid ist eine chemische Verbindung aus der Gruppe der Chloride.

## Gewinnung und Darstellung
Praseodym(III)-chlorid kann durch Reaktion von Praseodym mit Chlorwasserstoff gewonnen werden.
{\displaystyle \mathrm {2\ Pr+6\ HCl\longrightarrow 2\ PrCl_{3}+3\ H_{2}} }
Die Hydrate können durch Reaktion von Praseodym oder Praseodym(III)-carbonat mit Salzsäure gewonnen werden.
{\displaystyle \mathrm {2\ Pr(CO_{3})_{3}+6\ HCl+15\ H_{2}O\longrightarrow 2\ PrCl_{3}\cdot 9H_{2}O+3\ CO_{2}} }
Die wasserfreie Form kann durch thermische Dehydrierung bei 400 °C in Gegenwart von Ammoniumchlorid erhalten werden. Als Alternative kann auch Thionylchlorid verwendet werden.

## Eigenschaften

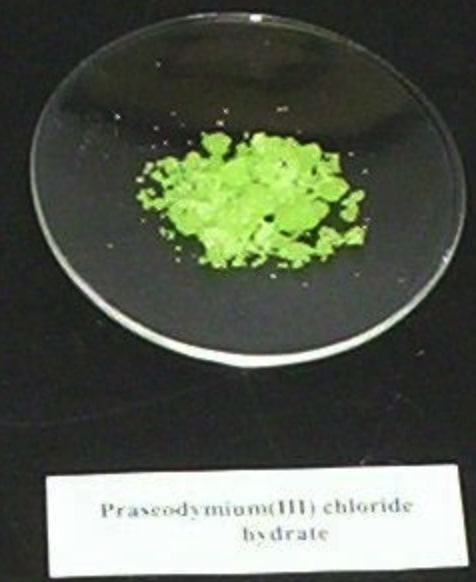
Praseodym(III)-chlorid Heptahydrat

Praseodym(III)-chlorid ist ein hygroskopischer grün-blauer Feststoff, als Heptahydrat grüner Feststoff. Das Anhydrat wandelt sich an Luft schnell in das Heptahydrat um. Er liegt in einem hexagonalen Kristallsystem mit der Raumgruppe P63/m (Nr. 176) vor. Sein Heptahydrat besitzt eine trikline Kristallstruktur mit der Raumgruppe P1 (Nr. 1).

## Verwendung
Praseodym(III)-chlorid wird als Laborchemikalie und zur Herstellung anderer chemischer Verbindungen verwendet.